# Stylidium udusicola
Stylidium udusicola är en tvåhjärtbladig växtart som beskrevs av A. Lowrie och K.F. Kenneally. Stylidium udusicola ingår i släktet Stylidium och familjen Stylidiaceae. Inga underarter finns listade i Catalogue of Life.